# Ефремкино (Кармаскалинский район)
Ефремкино (баш. Ефремкин, чув. Тинӗскӳл) — село в Кармаскалинском районе Башкортостана, административный центр Ефремкинского сельсовета.

## Географическое положение
Расстояние до:
- районного центра (Кармаскалы): 17 км,
- ближайшего ж/д остановочного пункта (74-й км): 5 км.

## История
Возникло на территории вотчины башкир Дуван-Табынской волости в 1792—1794-х гг. Население деревни сформировалось из крестьян-переселенцев д. Филиппово, Караево Ядринского уезда Казанской и Тастуба Уфимской губерний.

## Население
| 2002 | 2009 | 2010 |
| ---- | ---- | ---- |
| 896  | ↗932 | ↘889 |

Национальный состав
Согласно переписи 2002 года, преобладающая национальность — чуваши (88 %).

## Религия
В селе есть православная Марфо-Мариинская церковь.

## Известные уроженцы
- Васильев, Григорий Семенович (22 сентября 1897 — 28 января 1943) — Герой Советского Союза, участник гражданской войны, боёв у озера Хасан и р. Халхин-Гол с японцами и Великой Отечественной войны, подполковник, командир 605-го стрелкового полка.